# (471210) 2010 VW11
(471210) 2010 VW11 est un objet transneptunien. 

## Caractéristiques
(471210) 2010 VW11 mesure environ 350 km de diamètre, ce qui le qualifie comme un candidat au statut de planète naine.